# Lorentzen (Familie)

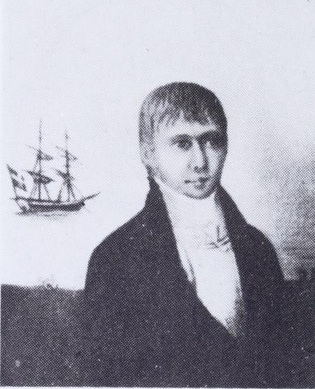
Gustavus Lorentzen (1766–1829), Reeder in Grimstad

Lorentzen oder Bie-Lorentzen ist eine norwegische bürgerliche Familie dänischer Herkunft. Mehrere Mitglieder sind als Reeder, Kaufleute und Industrielle bekannt.
Zu den Mitgliedern zählen der Industrielle Erling Lorentzen, der mit Prinzessin Ragnhild von Norwegen, älteste Tochter von König Olav V., verheiratet war. Erling Lorentzen war Gründer des brasilianischen Zelluloseunternehmens Aracruz. Mehrere Mitglieder der Familie sind in der Linie der Thronfolge Großbritanniens; zum Zeitpunkt ihres Todes war Prinzessin Ragnhild, Frau Lorentzen (wie sie offiziell genannt wurde) Nummer 75, und ihre Kinder Haakon, Ingeborg und Ragnhild Lorentzen folgen direkt nach ihr.
Ein Zweig der Familie, deren Mitglieder u. a. Reeder in Grimstad waren, nennt sich seit dem 19. Jahrhundert Bie-Lorentzen, als Doppelname mit oder ohne Bindestrich.
Lorentzen ist ein weit verbreiteter Familienname in Dänemark und Norwegen, der nicht zu verwechseln ist mit anderen Familien.

## Familienmitglieder
- Gustavus Lorentzen (1766–1829), Reeder
- Hans Ludvig Lorentzen (1840–1905), Reeder
- Øivind Lorentzen (1881–1980), Reeder
- Erik Finn Lorentzen (1921–2010), Reeder
- Erling Lorentzen (1923–2021), Industrieller
- Prinzessin Ragnhild, Frau Lorentzen (1930–2012), älteste Tochter von König Olav V.
- Haakon Lorentzen (* 1954), Industrieller und ältester Enkel König Olavs
- Gustav Lorentzen (1947–2010), Musiker
- Henriette Bie Lorentzen (1911–2001), Publizistin